# Jeździectwo na Letnich Igrzyskach Olimpijskich 1920 – WKKW drużynowo
WKKW drużynowo było jedną z konkurencji jeździeckich na Letnich Igrzyskach Olimpijskich 1920. Zawody odbyły się w dniach 6-10 września. W zawodach uczestniczyło 23 zawodników z 6 państw.

## Wyniki
Podstawą do stworzenia klasyfikacji końcowej były wyniki w konkurencji indywidualnej.
| Miejsce | Ekipa                                | Wynik ind.        | 50 km             | 20 km             | Skoki             | Wynik             | Łączny wynik |
| Finał   | Finał                                | Finał             | Finał             | Finał             | Finał             | Finał             | Finał        |
| ------- | ------------------------------------ | ----------------- | ----------------- | ----------------- | ----------------- | ----------------- | ------------ |
| 1       | Szwecja                              | Szwecja           | Szwecja           | Szwecja           | Szwecja           | Szwecja           | 5057,50      |
| 1       | Helmer Mörner / Germania             | 1                 | 900,00            | 555,00            | 320,00            | 1775,00           | 5057,50      |
| 1       | Åge Lundström / Ysra                 | 2                 | 900,00            | 570,00            | 268,75            | 1738,75           | 5057,50      |
| 1       | Georg von Braun / Diana              | 8                 | 870,00            | 630,00            | 43,75             | 1543,75           | 5057,50      |
| 1       | Gustaf Dyrsch / Salamis              | -                 | 600,00            | DNF               | -                 | DNF               | 5057,50      |
| 2       | Włochy                               | Włochy            | Włochy            | Włochy            | Włochy            | Włochy            | 4735,00      |
| 2       | Ettore Caffaratti / Caniche          | 3                 | 862,50            | 600,00            | 271,25            | 1733,75           | 4735,00      |
| 2       | Garibaldi Spighi / Otello            | 5                 | 900,00            | 540,00            | 207,50            | 1647,50           | 4735,00      |
| 2       | Giulio Cacciandra / Facetto          | 14                | 900,00            | 0,00              | 453,75            | 1353,75           | 4735,00      |
| 2       | Carlo Asinari / Savari               | 19                | 765,00            | 480,00            | 0,00              | 1245,00           | 4735,00      |
| 3       | Belgia                               | Belgia            | Belgia            | Belgia            | Belgia            | Belgia            | 4560,00      |
| 3       | Roger Moeremans d'Emaüs / Sweet Girl | 4                 | 787,50            | 600,00            | 265,00            | 1652,50           | 4560,00      |
| 3       | Oswald Lints / Martha                | 10                | 900,00            | 615,00            | 0,00              | 1515,00           | 4560,00      |
| 3       | Jules Bonvalet / Weppelghem          | 12                | 885,00            | 255,00            | 252,50            | 1392,50           | 4560,00      |
| 3       | Jacques Misonne / Gaucho             | 17                | 765,00            | 480,00            | 37,50             | 1282,50           | 4560,00      |
| 4       | Stany Zjednoczone                    | Stany Zjednoczone | Stany Zjednoczone | Stany Zjednoczone | Stany Zjednoczone | Stany Zjednoczone | 4477,50      |
| 4       | Harry Chamberlin / Nigra             | 6                 | 870,00            | 570,00            | 128,75            | 1568,75           | 4477,50      |
| 4       | William West / Black Boy             | 7                 | 900,00            | 570,00            | 88,75             | 1558,75           | 4477,50      |
| 4       | John Burke Barry / Raven             | 16                | 870,00            | 480,00            | 0,00              | 1350,00           | 4477,50      |
| 4       | Sloan Doak / Deceive                 | -                 | 600,00            | DNF               | -                 | DNF               | 4477,50      |
| —       | Norwegia                             | Norwegia          | Norwegia          | Norwegia          | Norwegia          | Norwegia          | —            |
| —       | Knut Gysler / Emden                  | 9                 | 870,00            | 585,00            | 82,50             | 1537,50           | —            |
| —       | Eugen Johansen / Nökken              | 11                | 892,50            | 375,00            | 161,25            | 1428,75           | —            |
| —       | Bjørn Bjørnseth / Lydia              | -                 | 600,00            | DNF               | -                 | DNF               | —            |
| —       | Francja                              | Francja           | Francja           | Francja           | Francja           | Francja           | —            |
| —       | Edouard Saint-Poulof / Josette       | 13                | 862,50            | 525,00            | 0,00              | 1387,50           | —            |
| —       | Camille de Sartiges / Jehova         | 15                | 855,00            | 495,00            | 2,50              | 1352,50           | —            |
| —       | Jules de Vregille / Grand Manitou    | -                 | 600,00            | DNF               | -                 | DNF               | —            |
| —       | André Vidart / Maxime                | -                 | 600,00            | DNF               | -                 | DNF               | —            |